# Alison Mosshart

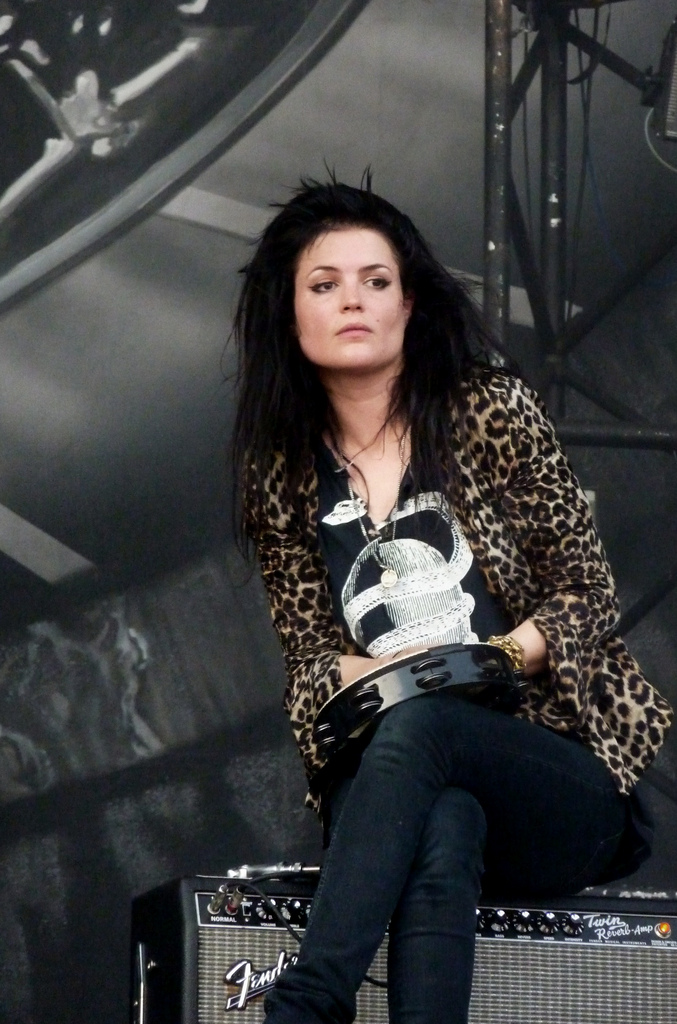
Alison Mosshart (2010)

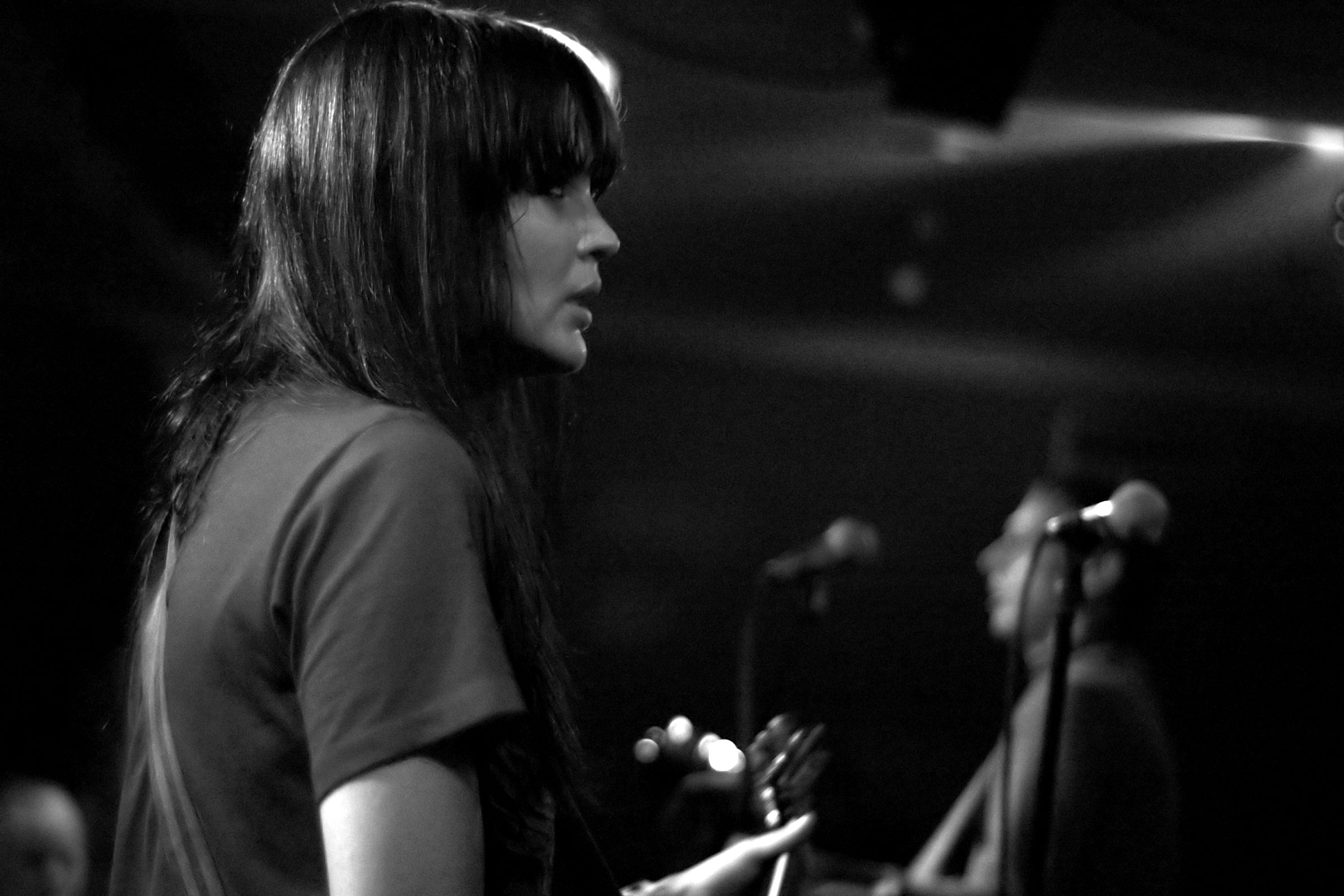
Alison Mosshart mit The Kills, live in Stockholm 2005

Alison Nicole Mosshart (* 23. November 1978) ist eine US-amerikanische Sängerin und Gitarristin. Unter dem Pseudonym VV ist sie Mitglied der britisch-amerikanischen Indie-Rock-Band The Kills.
Mosshart begann ihre Musikerkarriere 1995 mit der Punkrockband Discount, die sich im Jahr 2000 auflöste. Danach gründete sie zusammen mit Jamie Hince die Band The Kills.
Bei einigen Konzerten war The Kills im Vorprogramm von The Raconteurs, wobei sie für deren Sänger Jack White eingesprungen war.
Daneben ist sie Teil der Anfang 2009 gebildeten Supergroup The Dead Weather, der auch Jack White (The White Stripes / The Raconteurs), Jack Lawrence (The Greenhornes / The Raconteurs) und Dean Fertita (Queens of the Stone Age) angehören.
Am 8. April 2023 trat sie als Gastmusikerin bei einem Live-Konzert an der Seite von Billy Idol auf. Das Konzert fand am Hoover Dam vor 250 Zuschauern statt.

## Diskografie
Discount
- Ataxia’s Alright Tonight (1996)
- Half Fiction (1997)
- Crash Diagnostic (2000)

The Kills
- Keep on Your Mean Side (2003)
- No Wow (2005)
- Midnight Boom (2008)
- Blood Pressures (2011)
- Ash & Ice (2016)
- Little Bastards (2020)
- God Games (2023)

The Dead Weather
- Horehound (2009)
- Sea of Cowards (2010)
- Dodge and Burn (2015)